# (4292) Aoba
(4292) Aoba (1989 VO) – planetoida z pasa głównego asteroid okrążająca Słońce w ciągu 4,56 lat w średniej odległości 2,75 j.a. Odkryta 4 listopada 1989 roku.